# Interior con retratos
Interior con retratos (en inglés: Interior with Portraits) es un óleo sobre lienzo del pintor estadounidense Thomas Le Clear (1818-1882) de 1865. 
En la pintura aparecen dos niños, James y Parnell Sidway, posando para una fotografía en el estudio de un artista. La pintura fue encargada por el hermano mayor de los jovencitos, Franklin Sidway (1834-1920) como retrato póstumo. Parnell murió en 1850 de enfermedad en la adolescencia; James, un bombero voluntario, murió en el incendio de un hotel a la edad de 26, poco antes de que se encargara la pintura.
Ambos niños fueron pintados a título póstumo por medio de daguerrotipos de la familia. Algunos pintores de la época consideraban con cautela usar esos negativos, y se negaban a utilizar fotografías como referencia para los retratos. La pintura está llena de referencias a dicha tensión. Los niños están rodeados de retratos pintados, y el fotógrafo está ubicado de espaldas al espectador con el rostro cubierto manejando la cámara. La chiquilla parece estar apoyando al niño y mantenerlo quieto, como podría haber sido necesario cuando se presentaba un niño para una fotografía debido al largo tiempo de exposición. Un perro se representa entrando en el estudio con naturalidad, otro reconocimiento de la limitación de la primera fotografía a sujetos estáticos.